# Савченко, Анатолий Петрович (врач)
Са́вченко Анато́лий Петро́вич (6 марта 1939, Тирасполь — 24 мая 2024, Москва) — советский и российский эндоваскулярный хирург, доктор медицинских наук (1972), профессор. Заслуженный деятель науки РФ.

## Биография
В 1957 г. поступил, в 1963 г. окончил 1-й Московский медицинский институт имени И. М. Сеченова (1-й ММИ). Окончил ординатуру, аспирантуру 1-го ММИ. С 1965 г. — ассистент, доцент, профессор кафедры рентгенологии; в 1977—1981 годах — проректор 1-го ММИ.
В 1981 году перешёл на должность главного рентгенолога Четвёртого главного управления Минздрава СССР, впоследствии продолжал работу в Медицинском центре Управления делами Президента РФ. В 1982 году одновременно возглавил отдел рентгенологии и ангиографии Института клинической кардиологии имени А. Л. Мясникова. Профессор А. П. Савченко в 1985—2014 годах также был главным редактором журнала «Вестник рентгенологии и радиологии».
Совместно с руководством госпиталя Федеральной службы безопасности Российской Федерации создал в госпитале отделение рентгеноэндоваскулярной хирургии.
А. П. Савченко был членом Общественной палаты Российской Федерации первого созыва, совместно с коллегами по Палате участвовал в разработке Программы модернизации здравоохранения.
в 1999 году удостоен Благодарности Президента Российской Федерации.

## Научная деятельность
А. П. Савченко — автор статей в ведущих научных журналах (смотри список), 3 монографий и соавтор 2 руководств. Он имеет 4 патента на изобретения.
Доказал эффективность и безопасность стентирования ствола левой коронарной артерии. По итогам многолетней практики стентирования (проведено более 20 000 операций) достигнуты результаты на уровне лучших клиник Европы, с низкой летальностью и высокой эффективностью.

### Монографии
- Руководство по кардиологии
- Руководство по ангиографии
- Савченко А. П., Черкавская О. В., Руденко Б. А., Болотов П. А. Интервенционная кардиология /Коронарная ангиография и стентирование: руководство. — М.: ГЭОТАР-Медиа, 2010. — 448 с. — ISBN 978-5-9704-1541-2.
- Вторичные эндоваскулярные вмешательства у больных после операции аорто-коронарного шунтирования
- Коронарная ангиография и коронарное стентирование